# Lepipneumia
Lepipneumia är ett släkte av tvåvingar. Lepipneumia ingår i familjen fjärilsmyggor.
Kladogram enligt Catalogue of Life:
| Lepipneumia | \| \| Lepipneumia galicica \| \| \| \| \| \| Lepipneumia latefasciata \| \| \| \| |
|             | \| \| Lepipneumia galicica \| \| \| \| \| \| Lepipneumia latefasciata \| \| \| \| |
|             | Lepipneumia galicica                                                              |
|             |                                                                                   |
|             | Lepipneumia latefasciata                                                          |
|             |                                                                                   |